# Limeciclină
Limeciclina este un antibiotic din clasa tetraciclinelor, fiind utilizat în tratamentul unor infecții bacteriene (inclusiv pentru acnee).